# Köpmanbrinken

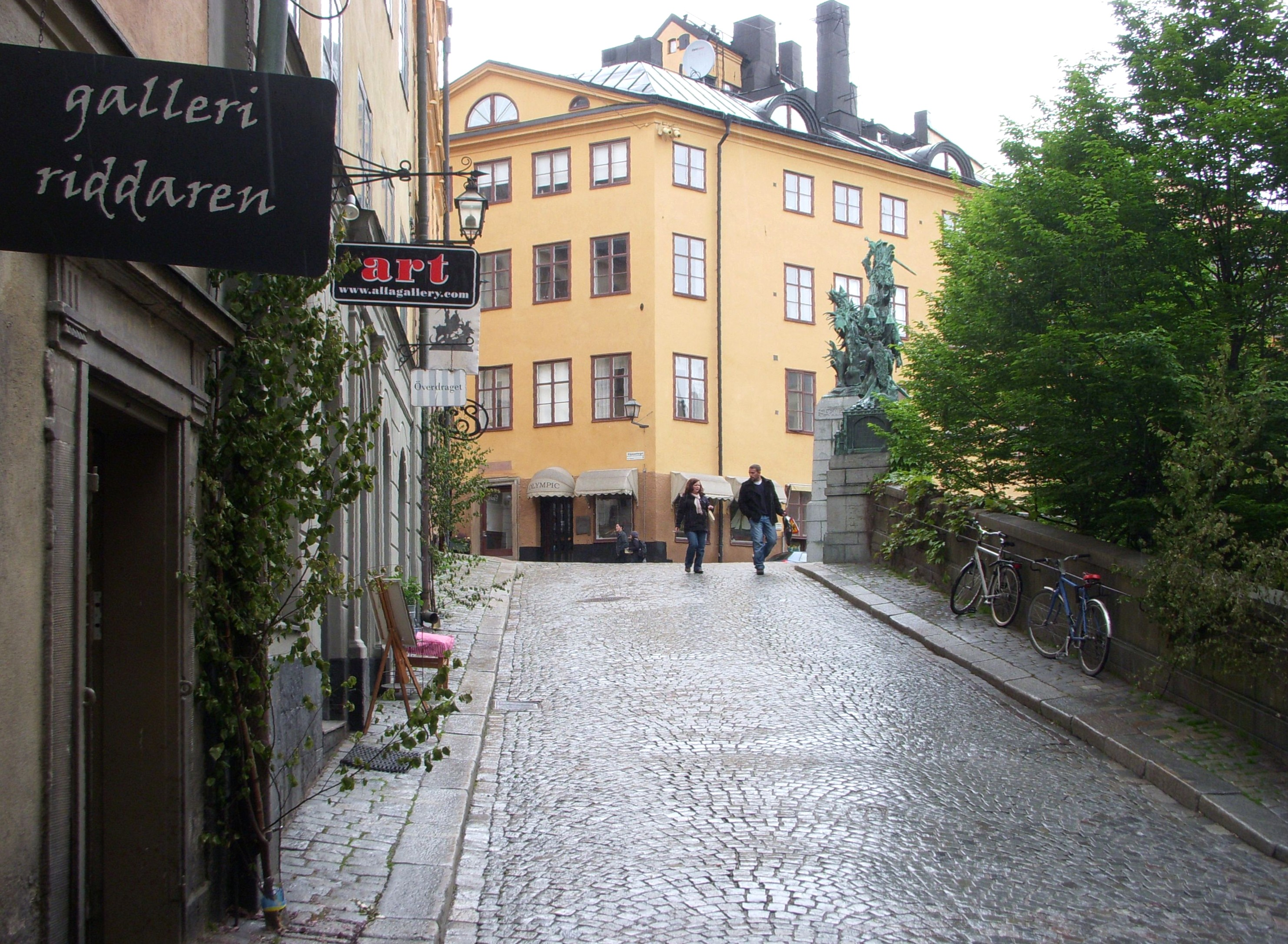
Köpmanbrinken (södra delen).

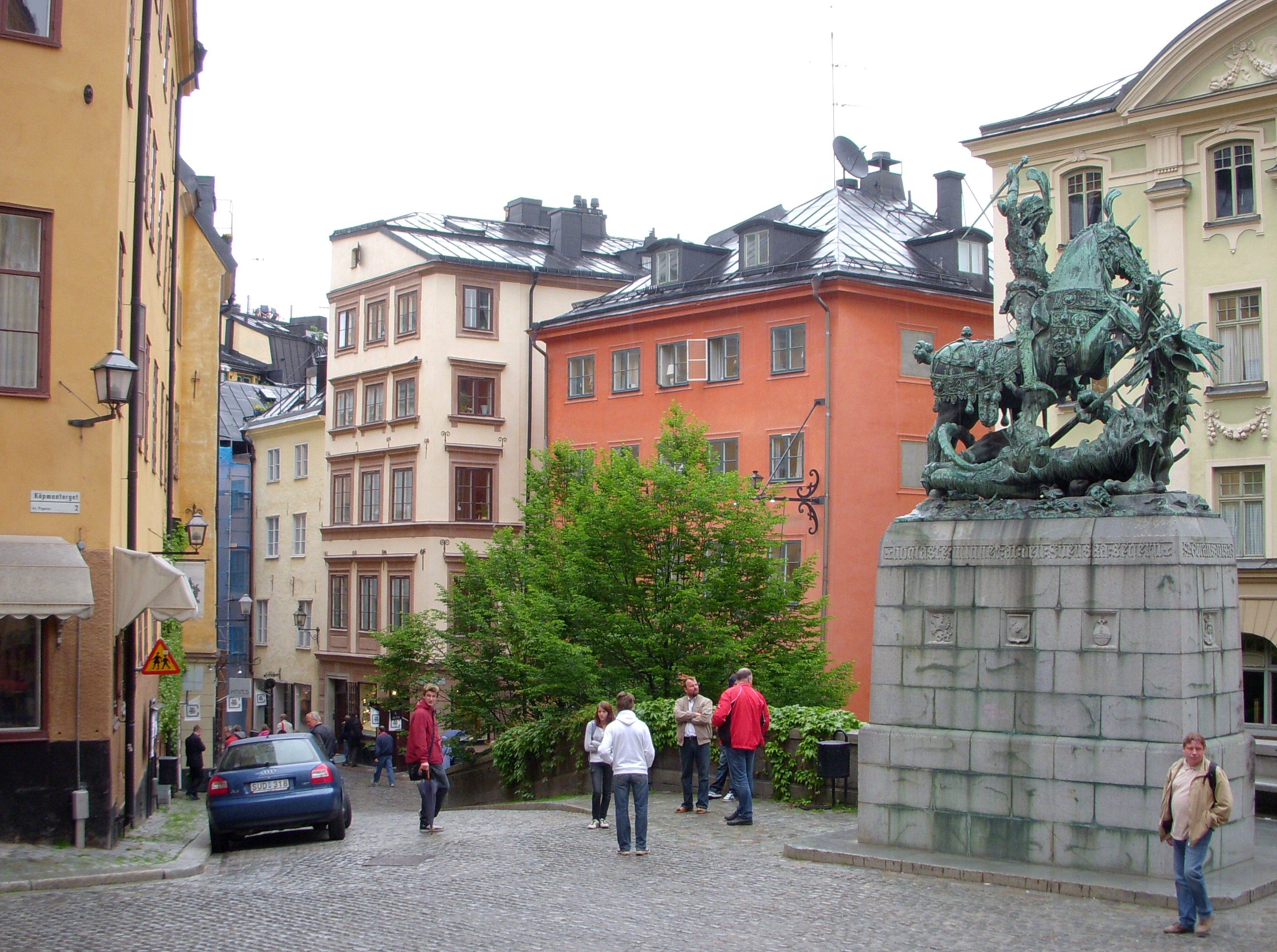
Köpmanbrinken (norra delen) med skulpturen Sankt Göran och draken.

Köpmanbrinken är två branta, korta gator i Gamla stan i Stockholm, som sträcker sig i nordlig respektive sydlig riktning från Köpmantorget ner till Österlånggatan.
Köpmanbrinken fick sitt nuvarande namn i samband med Stockholms gatunanamsrevision 1885. Innan dess betraktades Köpmanbrinken som två gator som skildes åt av Köpmantorget, då kallades de "Norra" respektive "Södra Köpmanbrinken".  Namnet härrör från Köpmangatan, Stockholms äldsta skriftlig dokumenterade gatunamn från 1323.
Mellan båda gatorna, uppe på Köpmantorget finns en bronskopia av skulpturen Sankt Göran och draken som restes här den 10 oktober 1912.